# Uden Nattegn
Uden Nattegn er en dansk stum komediefilm fra 1912 produceret af Nordisk Films Kompagni instrueret af Christian Schrøder efter eget manuskript.
Filmen havde dansk premiere den 1. december 1912 i Biograf-Theatret og blev i tysktalende lande distribueret som Hans macht sich einen vergnügten Tag, i engelsketalende lande som John Takes Himself Off og i fransktalende lande som Jean saute le mur.

## Handling
Jens har lovet sin kæreste Maren at tage på varieté med hende, men han kan ikke få tildelt et nattegn. En sådan undselig bagatel ikke skal dog stå i vejen for deres aften, så Jens beslutter sig for at pjække. Desværre har sergenten luret ham, og turen bliver ikke helt så fornøjelig, som parret havde håbet.

## Medvirkende
- Christian Schrøder som soldaten Jens
- Jutta Lund som Maren
- Otto Lagoni som Sergenten
- Mathilde Felumb Friis som Sergentens hustru